# Maurice Spata
Muriki ou Maurice Spata (en albanais: Muriq Shpata, en grec: Μουρίκης Σπάτας) gouverna Arta de la fin 1399 ou du début 1400 à sa mort en 1414 ou 1415. Son règne fut dominé par ses guerres contre Carlo Ier Tocco, comte palatin de Céphalonie et Zante. Il réussit à défendre sa capitale, Arta, mais en dépit de quelques succès, ne put empêcher Ioannina de tomber aux mains de Tocco. 

## Biographie
Maurice appartenait à la famille albanaise des Spata. Il était le petit-fils de Gjin (Jean) Bua Spata, le premier dirigeant albanais d’Arta. Il avait un frère, Yaqub Spata et deux demi-frères d’un second mariage de sa mère, Charles Marchesano et Maddalena,,. Peu avant de mourir le 29 octobre 1399, Jean avait désigné son frère, Sgouros Spata (en), alors gouverneur de Naupacte, comme son successeur à Arta. Quelques jours après que Sgouros se soit installé à Arta, la ville fut prise par un aventurier, nommé Bokoi (Bongoes) qui y installa, selon la Chronique de Ioannina, un règne de terreur. Alors que Sgouros s’enfuyait vers Angelókastro, possiblement en décembre 1399, Maurice réussit à évincer Bokoi d’Arta et à s’emparer du gouvernement,,.
En 1402-1403, Maurice vint au secours de Sgouros alors que celui-ci était assiégé à Angelókastro par les forces de Carlo Ier Tocco. L’attaque, dirigé par le général Galasso Peccatore, fut repoussée, mais Sgouros mourut peu après, laissant ses possessions à son fils, Paul Spata,. Tocco avait l’appui dans ses campagnes d’un clan albanais rival des Spata, les Bua, dirigé par les frères Maurice et Dimo. En 1406, Carlo et les frères Bua unirent leurs forces pour dévaster l’Acarnanie et les environs d’Arta sans toutefois réussir à s’emparer de la cité, âprement défendue par Maurice Spata.  À Angelókastro cependant, Paul Spata, qui n’avait pas les qualités de son père, se sentit menacé par l’avance de Tocco et, en 1406, appela les Ottomans à son aide. Ceux-ci, commandés par le commandant turc de Thessalie, Yousouf Beg, traversa les montagnes d’Acarnanie avec une armée de 20 000 hommes. Mais celle-ci fut décimée en tentant de traverser le fleuve Acheloos alors en pleine crue.  Les survivants tentèrent, mais sans succès d’assiéger Vonitsa, à la suite de quoi Yousouf Beg dut se résigner à conclure un accord avec les Tocchi. Maurice refusant de venir à l’aide de son cousin, Paul céda Angelókastro aux Ottomans (dont Carlo Tocco devait s’emparer en moins d’une année plus tard) et se retira à Naupacte qu’il devait vendre à Venise pour 1 500 ducats en 1407-1408,,.
Afin d’endiguer l’avance de Tocco, Maurice se tourna vers son voisin du nord, le despote de Ioannina, Esaù de' Buondelmonti. Les relations entre les deux hommes étaient tendues parce qu’Esau qui avait épousé en 1396 la mère de Maurice, Irène, l’avait divorcée en 1402 afin d’épouser Eudokia Balšıć. Néanmoins, le danger commun rapprocha les deux hommes qui conclurent une alliance vers 1410, scellée par le mariage de la fille de Maurice au fils d’Esau, Giorgio,. La guerre d’usure que se livrèrent Maurice et Carlo Tocco en fut une de raids et de contre-raids dont chaque partie sortit victorieuse tour à tour, marquée de trêves scellées par des alliances matrimoniales comme celle de Charles Marchesano qui épousa une fille naturelle de Carlo Tocco. C’est du reste pendant les festivités entourant ce mariage à Rogi que Maurice et ses invités furent informés du décès d’Esau, le 6 février 1411. Ce décès marqua le début d’une lutte entre Tocco et les seigneurs albanais pour la possession de Ioannina dont héritaient le jeune Giorgio, âgé de sept ans, et sa mère. Mais ce furent les habitants de Ioannina eux-mêmes qui devaient décider de leur destin en déposant Eudokia Balšić, qui avait suscité leur hostilité en se comportant comme Thomas Preljuboviċ, et Giorgio. Avec l’aide du seigneur de Gjirokastër, Gjon Zenebishi, Maurice tenta en vain d’assiéger la capitale épirote, mais dut se contenter de piller les environs. Les habitants de la ville, qui se refusaient à l’idée d’un seigneur albanais ou serbe préférèrent se rendre à Tocco, un Italien, neveu du très populaire Esau de' Buondelmonti qui avait garanti les privilèges et propriétés de l’Église de Ioannina. Tocco put donc faire une entrée triomphale dans la ville, le 1er avril,.
Ceci suffit à renforcer l’alliance entre Maurice et Zenebishi qui fut confirmée par une alliance matrimoniale entre la fille de Maurice et le fils de Zenebishi, Simon. Les deux seigneurs albanais étaient disposés à négocier avec Tocco, mais ce dernier imbu de ses récents succès, multiplia les raids contre leurs territoires. Voyant la chose, Maurice et Zenebishi se tournèrent vers leurs clans, réussirent à lever une imposante armée qui affronta celle de Tocco à la bataille de Kranea dans le district de Mesopotamon, au printemps ou à l’automne 1412. Victorieux, les Albanais se dirigèrent vers Ioannina qu’ils tentèrent en vain d’assiéger,. Fin 1412 ou début 1413, Carlo Tocco dut se résigner à appeler les Turcs en renfort, donnant l’une de ses filles naturelles en mariage à Musa Çelebi, un des princes ottomans qui revendiquait la dignité de sultan durant l’interrègne ottoman (1403-1413). Cette alliance renforça la position de Tocco, mais Musa fut défait et tué plus tard la même année par son frère, Mehmed Ier. Durant la même période, Maurice avait conclu une alliance avec le rival italien de Tocco en Morée, le prince d’Achaïe, Centurione II Zaccaria. Le demi-frère de Maurice, Charles, qui avait été nommé gouverneur de Rhiniasa, tenta de rejoindre Tocco, mais fut capturé par des magistrats locaux qui le livrèrent à Maurice. Un scandale impliquant le fils de Zenebishi et un gendre de Maurice se termina par une querelle entre les deux souverains albanais et la rupture de leur alliance. Tocco se tourna alors rapidement vers Zenebishi pour conclure la paix avec lui.  
Maurice mourut en 1414 ou en 1415. Sa veuve, une Serbe du nom de Nereta, n’était guère populaire et le couple n’avait pas de fils. La succession échut donc au frère de Maurice, Yaqub Spata (en), qui avait été élevé chez les Turcs et était musulman. Lors de la mort de Maurice, il se de hâta de se rendre à Arta réclamer son héritage, alors que Charles Marchesano devenait gouverneur de Rogí. Mais les successeurs de Maurice se révélèrent incapables de résister aux assauts de Tocco et Yaqub fut tué en 1416 dans une embuscade. Arta se rendit, ce qui mit fin à la domination albanaise dans la région. Tocco, pour sa part, se hâta de faire hommage à l’empereur byzantin, Manuel II, qui consentit, comme cela avait également été le cas du sultan turc, à lui conférer le titre de despote, titre que seuls les empereurs byzantins pouvaient concéder et dont le dernier titulaire épirote avait été Esau, mort en 1411 .

## Descendance
De son mariage avec Nerata, une Serbe, Maurice aurait eu trois filles dont les noms sont inconnus, :
- l’une qui épousa Giorgio de' Buondelmonti ;
- une qui épousa Simon Zenvisi, seigneur de Strovilo ;
- une qui épousa, après la mort de Maurice, Carlo II Tocco.

### Note
- (en) Cet article est partiellement ou en totalité issu de l’article de Wikipédia en anglais intitulé « Maurice Spata » (voir la liste des auteurs).

### Sources anciennes
Deux chroniques nous sont parvenues datant de la fin du despotat :
- la Chronique de Ioannina pour la période 1341-1400 :
  - (el) L. Vranousis, « To Chronikon ton Ioanninwn kat’ anekdoton dimodi epitomin » [« La chronique de Ioannina selon la tradition populaire »], Medieval Archive Yearbook, Académie d'Athènes, vol. 12, 1962, p. 57–115 ;
- la Chronique de Tocco pour la période 1375-1422 :
  - (el) G. Schirò, Το Χρονικό των Τόκκων. Τα Ιωάννινα κατά τας αρχάς του ΙΕ αιώνος [« La chronique des Tocco, Ioannina au début du XVe siècle »], Ioannina, Etaireia Ipirotikon Meleton, 1965 ;
- (it) G. Shiro, Cronaca dei Tocco di Cefalonia di anonimo. Prolegomeni, testo critico e traduzione, Rome, coll. « CFHB », 1975.

### Sources contemporaines
- (en) Fine, John Van Antwerp (1994). The Late Medieval Balkans: A Critical Survey from the Late Twelfth Century to the Ottoman Conquest. University of Michigan Press.  (ISBN 978-0-472-08260-5).
- (en) Alexander Kazhdan (dir.), Oxford Dictionary of Byzantium, New York et Oxford, Oxford University Press, 1991, 1re éd., 3 tom. (ISBN 978-0-19-504652-6 et 0-19-504652-8, LCCN 90023208).
- (en) Nicol, Donald MacGillivray (2010). The Despotate of Epiros 1267–1479: A Contribution to the History of Greece in the Middle Ages. Cambridge University Press.  (ISBN 978-0-521-13089-9).
- (de) Trapp, Erich; Walther, Rainer; Beyer, Hans-Veit; Sturm-Schnabl, Katja. Prosopographisches Lexikon der Palaiologenzeit, 3. Vienne, Verlag der Österreichischen Akademie der Wissenschaften, 1978.
- (de) Trapp, Erich; Beyer, Hans-Veit; Kaplaneres, Sokrates; Leontiadis, Ioannis. Prosopographisches Lexikon der Palaiologenzeit 11. Vienne, Verlag der Österreichischen Akademie der Wissenschaften, 1991.